# Comuna Kolțove, Sakî
Kolțove (în ucraineană Кольцове) este o comună în raionul Sakî, Republica Autonomă Crimeea, Ucraina, formată din satele Kolțove (reședința), Nîva și Vohneve.

## Demografie
Componența lingvistică a comunei Kolțove
     Rusă (77,53%)
     Ucraineană (17%)
     Tătară crimeeană (4,37%)
     Alte limbi (0,49%)
Conform recensământului din 2001, majoritatea populației comunei Kolțove era vorbitoare de rusă (77,53%), existând în minoritate și vorbitori de ucraineană (17%) și tătară crimeeană (4,37%).